# Graphium deucalion
Graphium deucalion är en fjärilsart som först beskrevs av Jean Baptiste Boisduval 1836.  Graphium deucalion ingår i släktet Graphium och familjen riddarfjärilar. IUCN kategoriserar arten globalt som livskraftig. Inga underarter finns listade i Catalogue of Life.

## Bildgalleri

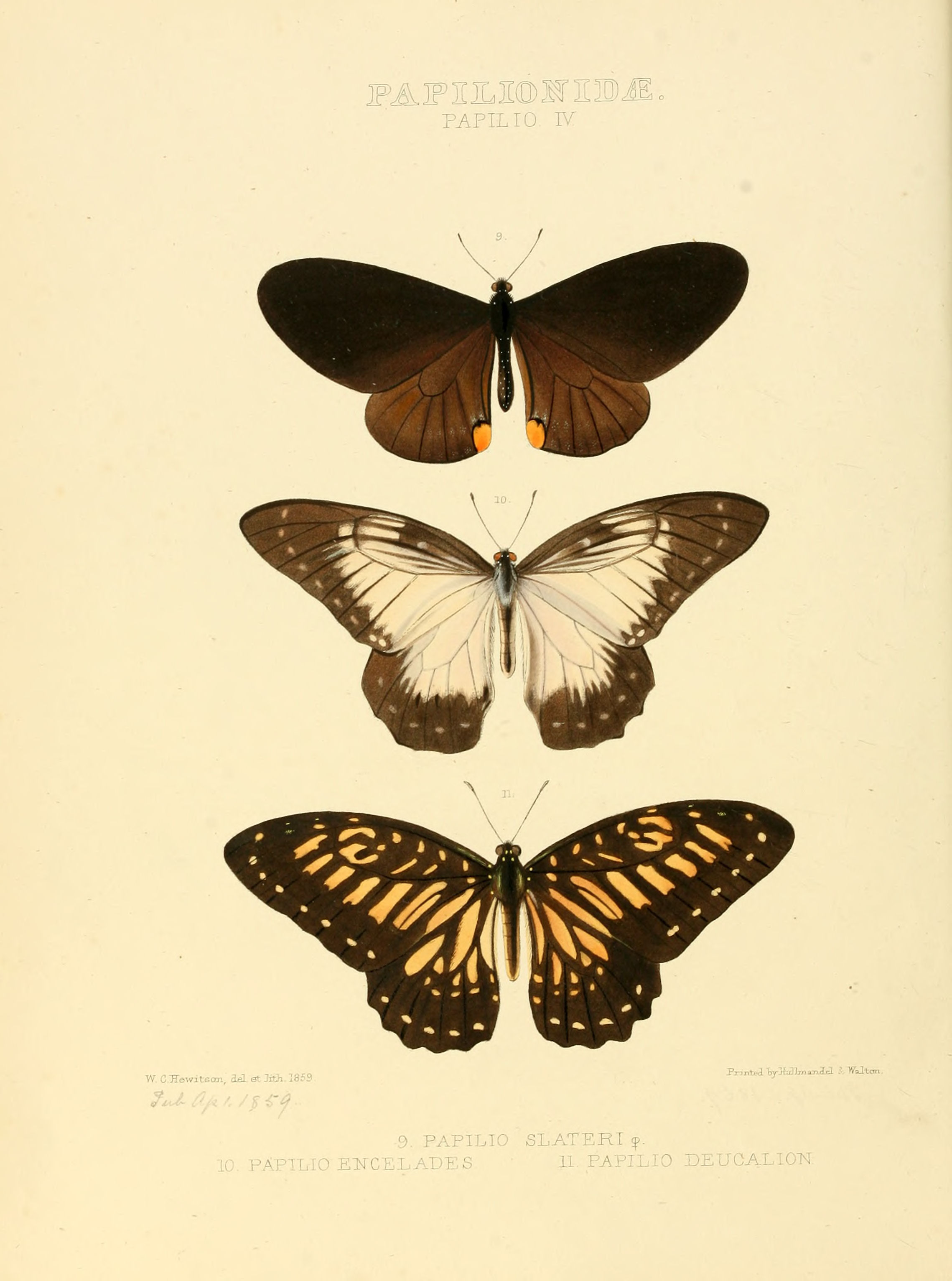
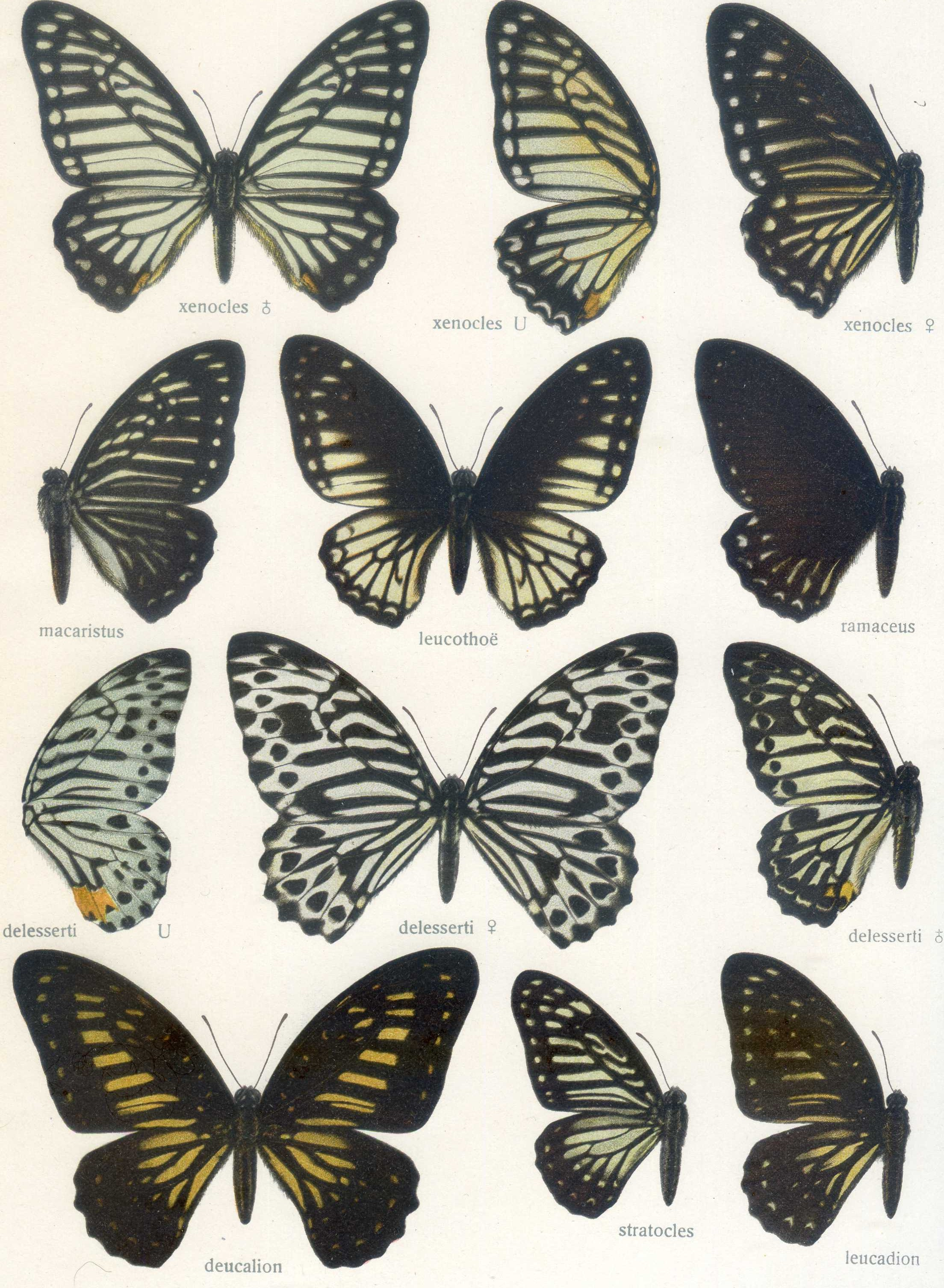